# Österreichische Werkstätten

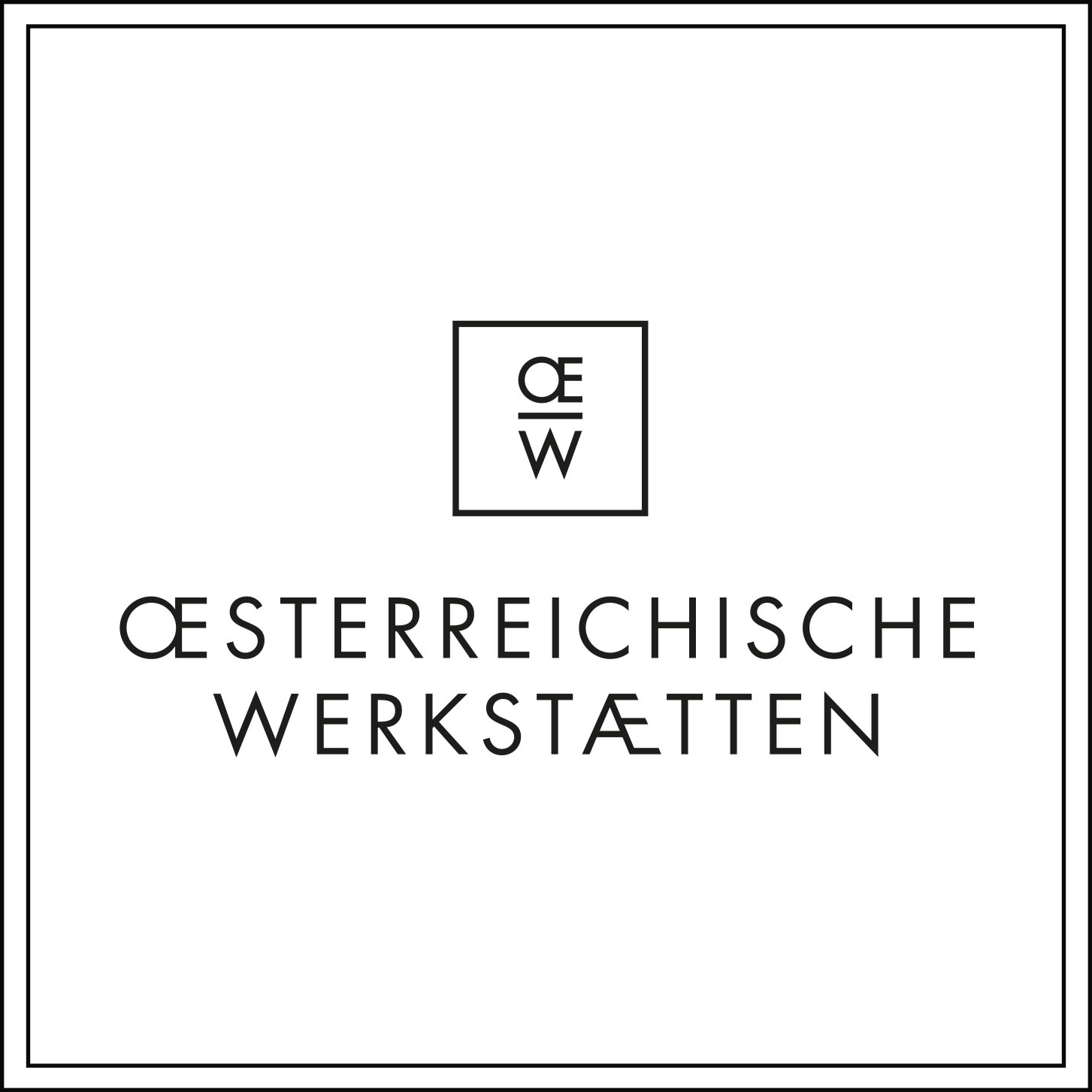
Logo 2018

Österreichische Werkstätten ist eine Handelsmarke für Kunst und Kunsthandwerk mit einem Geschäftslokal an der Wiener Kärntner Straße.
Das Unternehmen geht auf eine Gründung des österreichischen Gestalters und Architekten Josef Hoffmann im Jahre 1948 zurück.
Die Österreichischen Werkstätten haben mehrere Vorgängerorganisationen. Die beiden wichtigsten davon sind die Wiener Werkstätte und der Werkbund.

## Historische Entwicklung

### Historische Entwicklung bis 1933
1903 gründete Josef Hoffmann gemeinsam mit seinem Künstlerkollegen Koloman Moser und dem Industriellen Fritz Wärndorfer die Wiener Werkstätte. Ziel der Wiener Werkstätte war es, kunsthandwerklich gefertigte Gegenstände des täglichen Bedarfs, wie Möbel, Schmuck, Stoffe, Kleidung, Tischaccessoires, Glas- und Silberwaren herzustellen und über eigene Geschäfte zu vertreiben. „Wie wollen einen innigen Kontakt zwischen Publikum, Entwerfer und Handwerker herstellen und gutes, einfaches Hausgerät schaffen“, heißt es im Arbeitsprogramm der Wiener Werkstätte.
Die Produkte der Wiener Werkstätte erfreuten sich beim wohlhabenden Wiener Bürgertum großer Beliebtheit. Dennoch geriet das Unternehmen mehrfach in ökonomische Schieflagen. Hohe Herstellungskosten, geringe Stückzahlen und ein begrenzter Markt brachten die Wiener Werkstätte wiederholt an den Rand des Konkurses. Das erste Mal war dies 1914 nach dem Ausstieg Fritz Wärndorfers, der sich finanziell verausgabt hatte, der Fall. Die Umgründung erfolgte am 24. März mit der Eintragung ins Handelsregister als „Betriebsgesellschaft m.b.H. der Wiener Werkstätte Produktivgenossenschaft für Gegenstände des Kunstgewerbes“. Der Erste Weltkrieg und der folgende Zusammenbruch Österreich-Ungarns bedeutete für die Wiener Werkstätte eine massive Zäsur. Die wichtige Kundenschicht des Industriellen- und Bankiers-Bürgertums war ihr verlorengegangen. Auch der Versuch der Expansion in neue Länder mit der Eröffnung von Filialen in New York, Zürich und Berlin brachte nicht den gewünschten Erfolg. Vor allem auch weil die kaufkräftige Basis in Wien fehlte. Mäda (Eugenia) Primavesi, die Witwe des Mäzens und zeitweiligen Geschäftsführers Otto Primavesi formulierte das 1929 so: „Die Spatzen pfeifen es auf den Dächern: Das Wiener Kunstgewerbe hat die gesamte Kulturwelt erobert – nur Wien nicht. Hier hat es nach wie vor mit Unverstand, Interesselosigkeit und bornierter Gegnerschaft zu kämpfen.“ Den letzten Rettungsversuch unternahm der Textilindustrielle Kuno Grohmann, doch auch er zog sich 1930 wieder zurück, ohne eine dauerhafte Verbesserung erreicht zu haben. 1931 stieg Josef Hoffmann aus der Wiener Werkstätte aus und „im September 1932 kamen die letzten verbliebenen Stücke im Auktionshaus Glückselig unter den Hammer. Die Wiener Werkstätte war Geschichte.“
Im Jahre 1907 wurde in München der Deutsche Werkbund gegründet. Auch der Deutsche Werkbund hatte das Ziel, nützliche Dinge in handwerklicher Vollendung zu schaffen und zugleich aufklärend zu wirken. So heißt es in seinem Gründungsprogramm unter anderem: „Es wird auch nötig sein, in dem großen Publikum der Käufer und Abnehmer aufklärend und belehrend zu wirken, um die gute Arbeit immer mehr zur Anerkennung zu bringen.“ Und weiter: „Es ist daher darauf zu achten, dass gewerbliche Ausstellungen nur Gegenstände vorführen, die in jeder Beziehung, in technischer, künstlerischer und wirtschaftlicher, mustergültig sind.“ Mit dabei im Gründungskomitee war Josef Hoffmann.
Anlässlich der 5. Jahrestagung des Deutschen Werkbundes vom 6.–9. Juni 1912 in Wien wurde die Gründung eines Österreichischen Werkbundes beschlossen. Dessen erste Generalversammlung fand am 30. April 1913 statt. Unter den 178 Gründungsmitgliedern befanden sich neben bekannten Künstlern wie Josef Frank, Josef Hoffmann, Gustav Klimt, Kolo Moser, Otto Prutscher auch Unternehmen, deren Vertreter 35 Jahre später bei der Gründung der Österreichischen Werkstätten wieder eine wichtige Rolle spielten, J. & L. Lobmeyr und Joh. Backhausen. Die erste große Bewährungsprobe des Österreichischen Werkbundes war die große Werkbundschau in Köln 1914. Der österreichische Pavillon beeindruckte Publikum wie Kritik. Berta Zuckerkandl-Szeps schrieb dazu: „Wenn es die Aufgabe eines Ausstellungs-Gebäudes ist, wie ein Ruf zu wirken, und mit den unverlöschbaren Zügen einer Eigenart sich in das Bewußtsein der flutenden Menge einzukrallen, so ist nicht nur als Gesamtkunstwerk, sondern auch in diesem Sinne als Zweckbau, das von Regierungsrat Professor Josef Hoffmann errichtete Haus vollkommen zu nennen.“ Diesem ersten Höhepunkt folgte allerdings sofort eine gravierende Zäsur. Der Erste Weltkrieg brachte künstlerische Betätigung und die Förderung der Kunst weitgehend zum Erliegen. In den 1920er Jahren kam es im Österreichischen Werkbund aufgrund von Auffassungsunterschieden über die Akzeptanz industrieller Fertigung von kunsthandwerklichen Produkten zu einer vorübergehenden Spaltung. Die Wiedervereinigung 1928 war nur von kurzer Dauer. 1933/34 gründeten Josef Hoffmann und Clemens Holzmeister den „Neuen Werkbund Österreichs“. Mit der Machtergreifung des NS-Regimes in Österreich wurden alle bestehenden Künstlervereinigungen aufgelöst. Zugelassen war nur mehr der Wiener Kunsthandwerkverein.

### Historische Entwicklung von 1934 bis 1945
Während des Krieges wurden Künstler des Wiener Kunsthandwerkvereins verpflichtet, in Heimarbeit Zubehör für die Rüstungsindustrie anzufertigen. Nach einem Bombentreffer im Wohnhaus von Josef Hoffmann sammelten Studentinnen der Kunstgewerbeschule die Zeichnungen aus dem Bombenschutt. Bei der ersten Ausstellung nach dem Krieg fehlte noch das Glas der Auslagenscheiben im Geschäft auf der Kärntner Straße. Daher wurden in die Bretter, mit denen das Lokal vernagelt war, Sehschlitze für die Passanten ausgeschnitten.

### Historische Entwicklung ab 1946
Was den Kunsthandwerkern fehlte, waren aber nicht nur die Materialien, sondern auch eine funktionierende Organisation zur Präsentation und Vermarktung ihrer Produkte. 1948 entstanden daher die Österreichischen Werkstätten in der Nachfolge von Werkbund und Kunsthandwerkverein, quasi als Wiedergeburt der Wiener Werkstätte. Die Gründer, Josef Hoffmann, Oswald Haerdtl, John Backhausen jun., Hans Harald Rath, Carl Auböck und Karl Hagenauer knüpften an das Postulat der Wiener Werkstätte an, mit funktionellen Formen, guten Materialien und solider Handwerkskunst Schönheit in den Alltag der Menschen zu bringen.

### Historische Entwicklung bis 2019
Mitte April bis Mitte Juni 2018 wurde ein kompletter Umbau des Geschäftslokals durchgeführt. Das Konzept von Marco Dionisio/Dioma AG wurde unter der Bauleitung von Arch. Kurt Mühlbauer realisiert. Ziel war es, die Österreichischen Werkstätten als die erste Adresse für österreichisches Design im Geiste der Wiener Moderne neu zu präsentieren. Die Formensprache Hoffmanns wurde oft aufgegriffen um den Designgedanken des Gründers Rechnung zu tragen. Das Geschäft bekam einen neuen Haupteingang direkt auf die Kärntner Straße und großzügige Auslageflächen. Die Räumlichkeiten sind hell und modern und laden zum Verweilen ein. Für das Ergebnis des Umbaus wurden sie 2019 mit dem German Design Award in der Kategorie Retail Design ausgezeichnet.

## Das Angebot
Die Österreichischen Werkstätten orientierten sich am Geist der Wiener Moderne. Die Werkstätten wollen mit ihren Produkten ein besonderes Lebensgefühl vermitteln. Das Ladenlokal der Österreichischen Werkstätten in der Kärntner Straße 6 wurde 1999/2000 nach Entwürfen des Wiener Architekten Helmut Heistinger komplett umgestaltet.
Geschäft und Marke Österreichische Werkstätten wurden 2012 von der List Group übernommen, die das Stammgeschäft sowie eine Filiale in der Wiener Kärntner Straße betreibt und damit an diesem Standort die Tradition des Wiener Werkbundes und der Wiener Werkstätte weiterführt.
Der Schwerpunkt des Angebotes liegt auf Kunsthandwerk österreichischer Unternehmen und österreichischen Designs.
So bieten die Österreichischen Werkstätten unverändert produzierte Stücke aus der Zeit der Wiener Werkstätte neben einem breiten Sortiment zeitgenössischer Accessoires, die im Geiste der Gründer gestaltet und hergestellt werden.
Die Formensprache der Gegenwart unterscheidet sich von der der Gründergeneration. Viele Gegenstände erscheinen noch nüchterner noch reduzierter als zur Zeit Josef Hoffmanns, oder der Arts- and Crafts-Bewegung, wiewohl manche der ursprünglichen Formen ob ihrer Zeitlosigkeit unverändert oder mit nur geringfügigen Modifikationen weiterbestehen. Der Grundanspruch künstlerische Gestaltung in alle Bereiche des Lebens zu tragen, ist erhalten geblieben. Ein Höchstmaß an Funktionalität soll mit hohen ästhetischen Ansprüchen verknüpft werden.
Alljährlich gibt es in den Räumlichkeiten der Österreichischen Werkstätten wechselnde Ausstellungen, in deren Mittelpunkt Josef Hoffmann, die Wiener Werkstätte und das Wien um 1900 stehen. Zugleich wird in diesen Ausstellungen der Bogen zur Gegenwart gespannt. Mehrfach wurden dabei auch Künstler der Gegenwart mit aktuellen Arbeiten in die Ausstellungen einbezogen.

## Ausstellungen
Seit 2006 finden regelmäßig Ausstellungen der Österreichischen Werkstätten statt.
- 2006 Gustav Klimt und seine Zeit,
- 2007 Homage to Gustav Klimt,
- 2008 The Golden Century of Art,
- 2009 Gustav Klimt and Viennese Art Nouveau,
- 2010 Gustav Klimt and Vienna 1910,
- 2011 Gustav Klimt und die Wiener Secession (mit Intervention „zeit.kunst.freiheit“),
- 2012 Gustav Klimt. Inspirations-Reproductions-Antiques,
- 2013 Viennese 20th Century. From Hoffmann to Hundertwasser. (mit Intervention „Werkbund Melange“)